# Terremoto de Colima de 1806

El Terremoto de Colima de 1806 ocurrió el 25 de marzo de 1806, siendo conocido como "El Temblor de la Encarnación". Tuvo una magnitud de 7.5 en La escala de Richter La erupción de 1806 del volcán de Colima produjo un terremoto que destruyó, entre otras cosas, la iglesia parroquial de Zapotlán. Jorge Piza Espinosa señala que se registraron fuertes réplicas los días 27 de marzo, y 2 y 3 de abril con magnitud de seis grados.
Daños:
- Jalisco:

Un reporte indica que derribó las torres de la catedral de Guadalajara Jalisco; además, causó cuarteaduras y daños graves en el Palacio. En Zapotlán el Grande o Ciudad Guzmán cayeron muchos edificios, entre ellos la iglesia mayor, bajo la que perecieron unas 2000 personas. Perecieron dos personas en la torre de la iglesia de Sayula y se cayeron o quedaron dañadas varias iglesias en pueblos del estado de Jalisco. Dañó el templo de San Blas, Nayarit; ciudad que no es frecuentemente afectada por los sismos.
- Colima:

Los daños en Autlán, Jal. y, particularmente, en San Blas, Nay. sugieren que se trata de un sismo en la costa de Jalisco que parece extenderse de las Islas Marías hasta Colima. Parece ser similar al sismo de 1932; la magnitud parece ser mayor de 8. o el de otros sismos, la catedral de Colima se vino abajo casi por completo al igual que todas las viviendas en Villa de Álvarez y Manzanillo, el espanto ocasionó la muerte de más de 600 personas y en comala además de grandes daños quedó en gris por la ceniza volcánica.
- Nayarit:

San Blas, Nayarit, 
El cabildo eclesiástico envía un oficio al obispo de Guadalajara informándole que el pueblo de San Blas solicita una ayuda para la reedificación de su templo que fue afectado por el temblor. Sala capitular de la santa iglesia catedral de Guadalajara, 15 de febrero de 1816. sin embargo en Tepic hubo severos daños en el centro y la avenida insurgentes provocando 6 muertos y ocasionó Daños el templo de San Blas, Nayarit; ciudad que no es frecuentemente afectada por los sismos.
AHA,O(A).

DO, 3 Jun.1869:3(H);Adorno:15(B);García Cubas:35(B);Romero 1861:469(B);Sedano:167(B).